# Villa Lante (Rome)
La Villa Lante est une villa urbaine de Rome, sur la colline du Janicule, dans le quartier anciennement occupé par les Horti Getae.

## L'histoire
La résidence d'été fut construite entre 1518 et 1531 par Giulio Romano, pour le toscan Baldassarre Turini, important fonctionnaire de la cour papale des Médicis, Léon X et Clément VII.
La durée des travaux a été prolongée en raison du sac de Rome de 1527 par les Lansquenets. Il se peut que Bastiano da Sangallo en soit l’un des artisans. Un dessin du Codex du Musée des beaux-Arts de Lille en représente une partie de la façade.

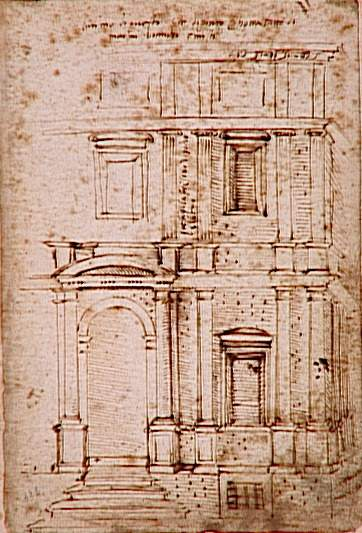
Éléments architecturaux de la Villa Turini (Villa Lante) - Dessin de Bastiano da Sangallo appartenant au Codex de Lille (palais des Beaux-arts de Lille)

La décoration intérieure est due à l'école de Giulio Romano et celle de Raphaël.
Datant de 1533, figure une inscription latine sur la villa : HINC TOTAM LICET AESTIMARE ROMAM. En effet, le Janicule a toujours été considéré comme le seul endroit d'où il est possible d'avoir une vision circulaire de tout Rome. Par exemple, il faut mentionner l'excellente « Vue panoramique » de Giuseppe Vasi de 1765, ainsi qu'une longue citation de Stendhal par rapport aux vues de Rome, contenue dans la Vie de Henri Brulard, Milan, 2003, pp. 10-11.
La villa a été transmise à la famille Lante en 1551, peu de temps après la mort de Turini, qui survint en 1543. La villa prit alors le nom de cette famille. La famille a agrandi le jardin, et quand, un siècle plus tard, elle a été en partie expropriée pour permettre la construction des murs gianicolensi, elle a reçu en compensation d'Urbain VIII la villa de Bagnaia et le titre de ducs de Bomarzo.
La famille Lante a vendu la villa de Rome aux Borghèse en 1817. La Villa a ensuite été achetée en 1909 par l'archéologue allemand Wolfgang Helbig, qui vivait déjà là depuis les années 1880. En 1950, l'État finlandais l'a acquise, et y a installé son ambassade auprès du Saint-Siège, ainsi que l'Institutum Romanum Finlandiae, le centre de recherche archéologique finlandais en Italie.

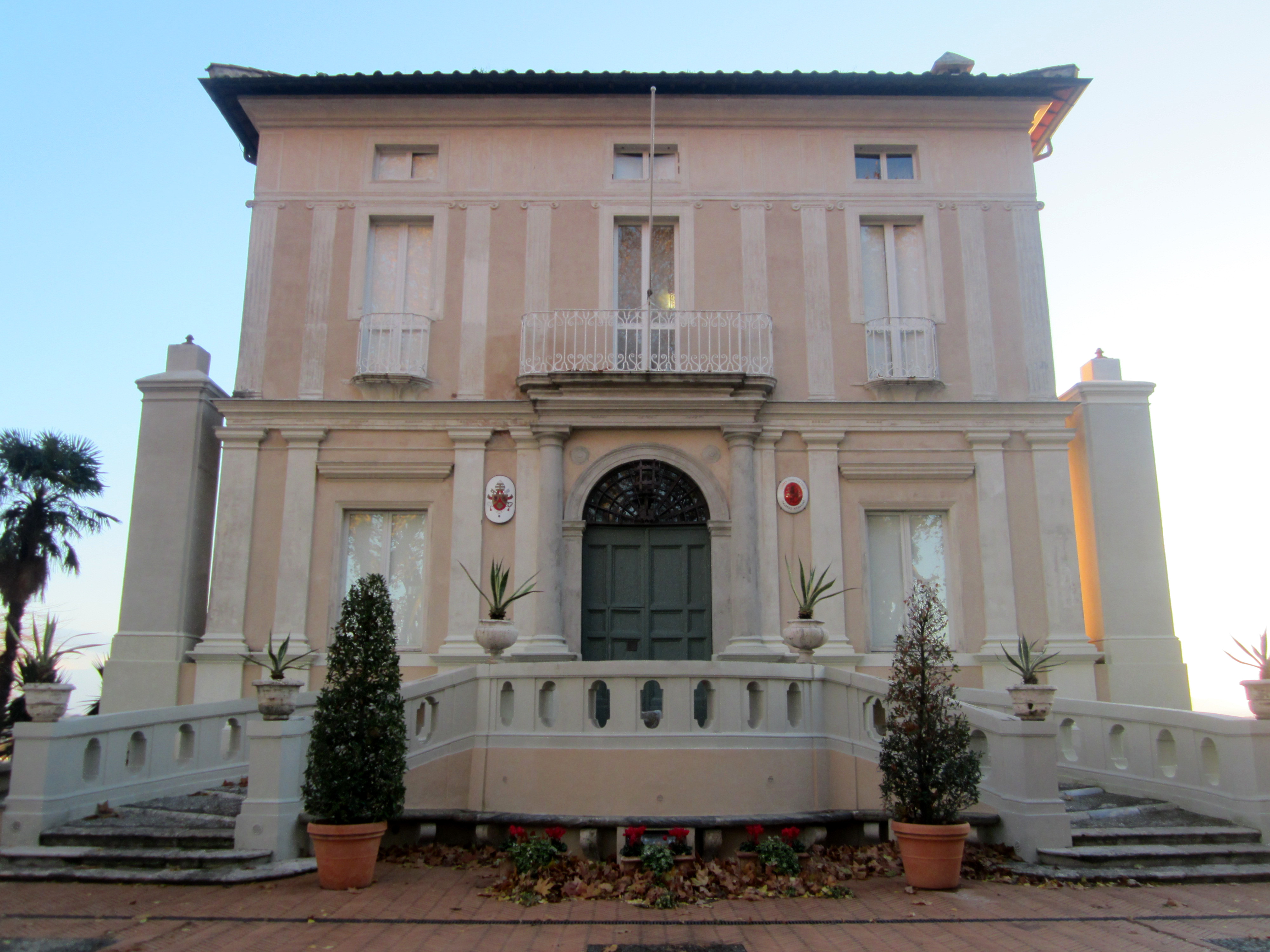
Villa Lante al Gianicolo

## Caractéristiques Architecturales
Elle est restée de forme très classique, et comprend en façade une loggia (la loggia du jardin). La façade de l'entrée est constituée d'un portique central avec un escalier de 7 marches (plus un podium, une caractéristique des villas de l'époque). Face au porche, sur le même axe, une allée qui traverse le jardin géométrique. Les plafonds du 1er étage sont voûtés. Le cadre est pseudo-dorique. L'ensemble de la villa est construite selon les proportions vitruviennes.